# Koning Abdoellah II-stadion
Het Koning Abdoellah II-stadion  (Arabisch: ملعب الملك عبد الله الثاني) is een multifunctioneel stadion in Amman, Jordanië. Het stadion wordt meestal gebruikt voor voetbalwedstrijden. De voetbalclub Al-Wehdat SC maakt gebruik van dit stadion. In het stadion, dat werd geopend in 1998, is plaats voor 12.000 toeschouwers. 

## Internationale toernooien
In 2000 en 2010 werd dit stadion gebruikt voor het West-Aziatisch kampioenschap voetbal. Alle wedstrijden op die 2 toernooien werden in dit stadion gespeeld. In 2000 ging de finale, op 3 juni, uiteindelijk tussen Iran en Syrië (1–0). Er waren 16 wedstrijden in totaal op dit toernooi. In 2010 ging de finale tussen Iran en Koeweit (1–2). Er waren 12 wedstrijden in totaal op dit toernooi. Het stadion werd in 2016 gebruikt voor het wereldkampioenschap voetbal vrouwen onder 17 jaar. Er werden 6 groepswedstrijden plaats en daarnaast ook nog 2 halve finales, die allebei op 17 oktober plaatsvonden. In de eerste halve finale won Noord-Korea met 3–0 van Venezuela en in de andere halve finale won Japan met 3–0 van Spanje.